# 中央弘前駅
中央弘前駅（ちゅうおうひろさきえき）は、青森県弘前市大字吉野町にある弘南鉄道大鰐線の駅。同線の終点である。駅番号はKW 01。

## 歴史
- 1952年（昭和27年）1月26日：弘前電気鉄道の駅として開業。
- 1970年（昭和45年）10月1日：弘南鉄道に譲渡。
- 1986年（昭和61年）4月1日：業務委託化。
- 1997年（平成9年）4月1日：運転取扱業務委託化。
- 2022年（令和4年）3月28日：駅前広場の供用を開始[1]。

## 駅構造
単式ホーム1面1線の地上駅。1線しかないが、閉塞の関係で場内・出発信号機を備えている。
委託駅員配置。駅舎には出札窓口、自動券売機がある。コインロッカーの設置はないが、出札窓口では手小荷物の有料一時預かりも行っている。
2021年4月4日より、駅構内にストリートピアノを設置（前板を津軽塗で製作）。同時にこのストリートピアノを支援する企業とアーティストの広告を「Konan-Emotion」としてプロジェクターを用いてストリートピアノの上に上映している。

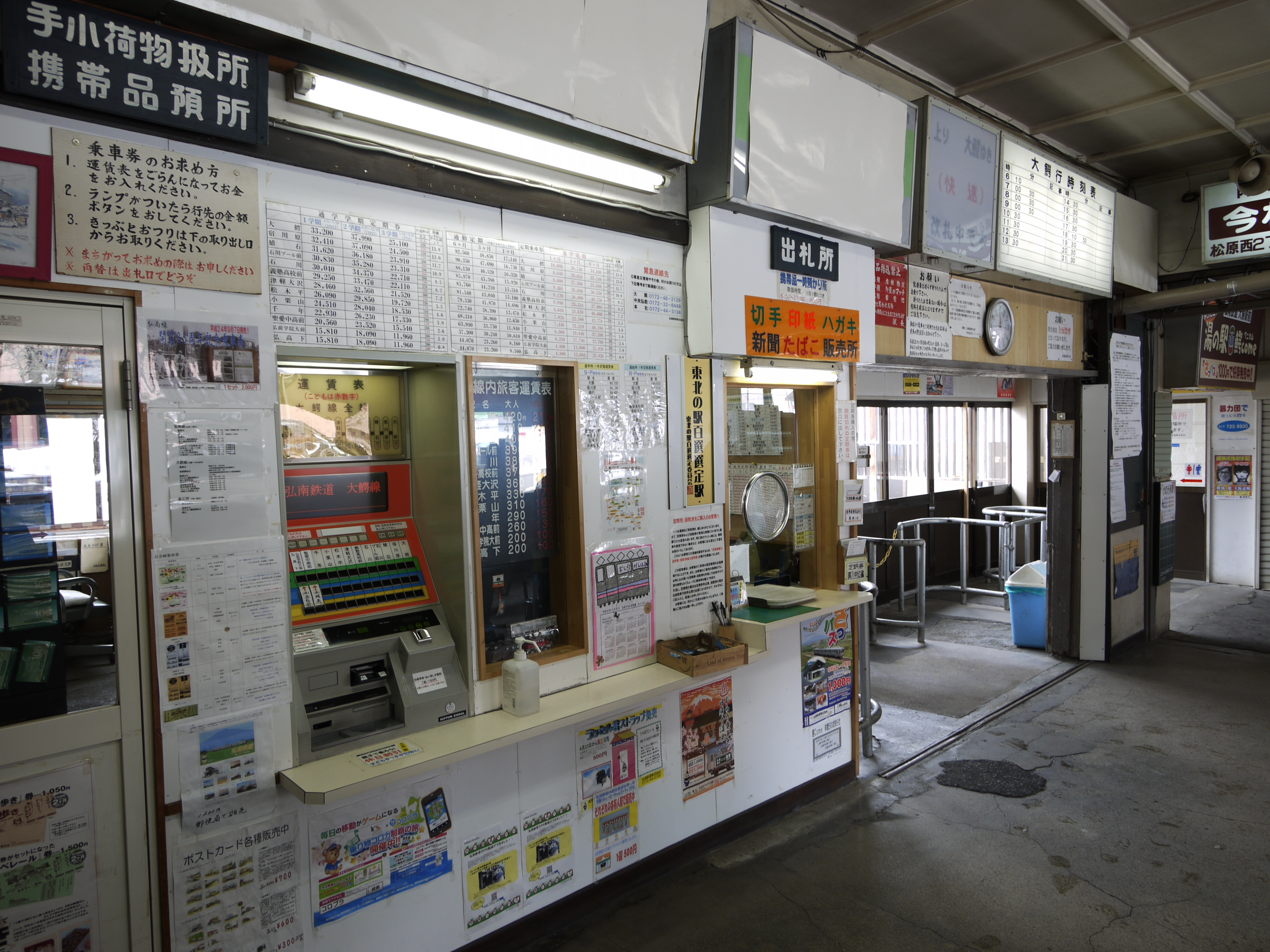
出札窓口と自動券売機（2014年2月）
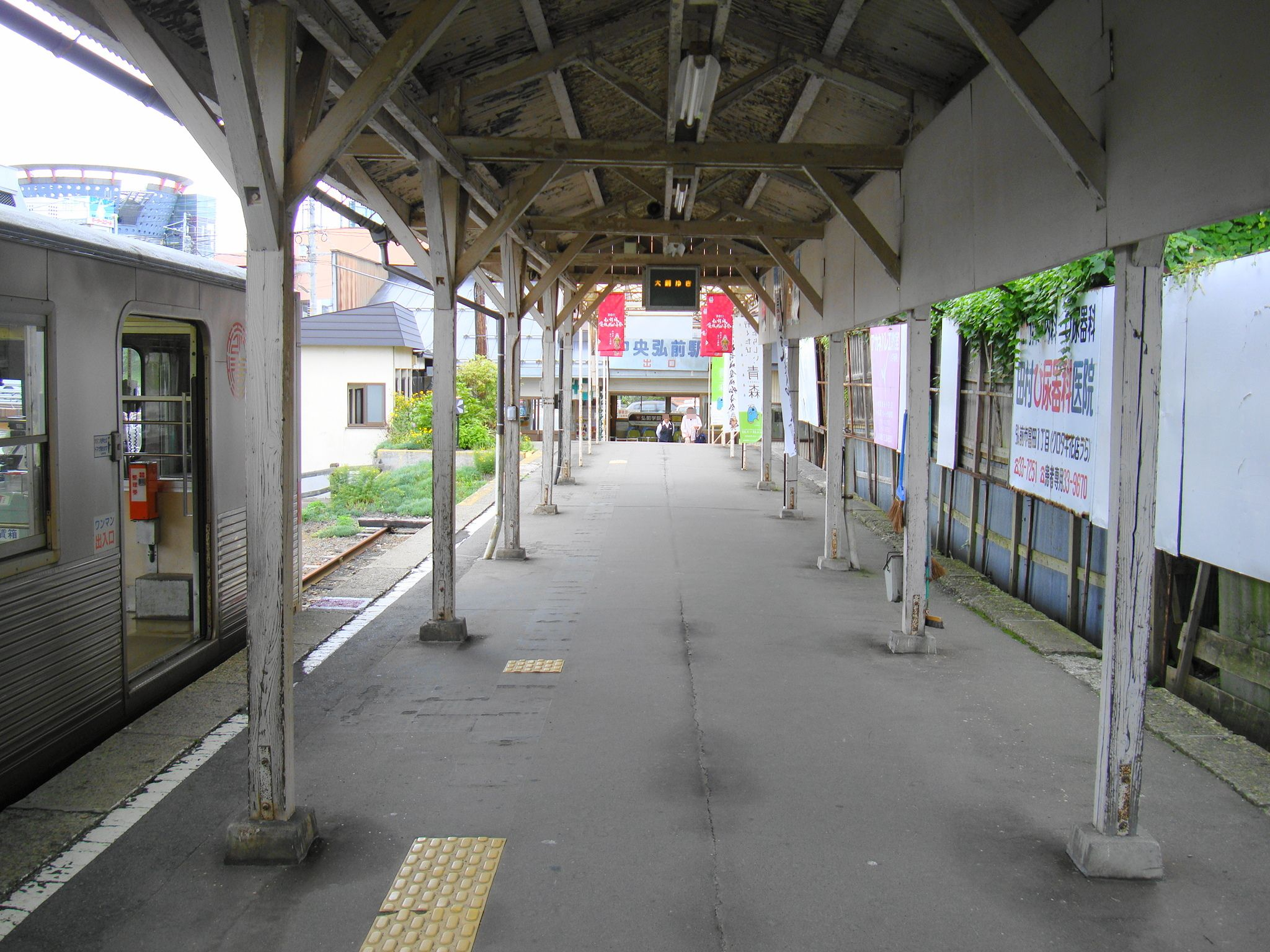
ホーム（2010年9月）
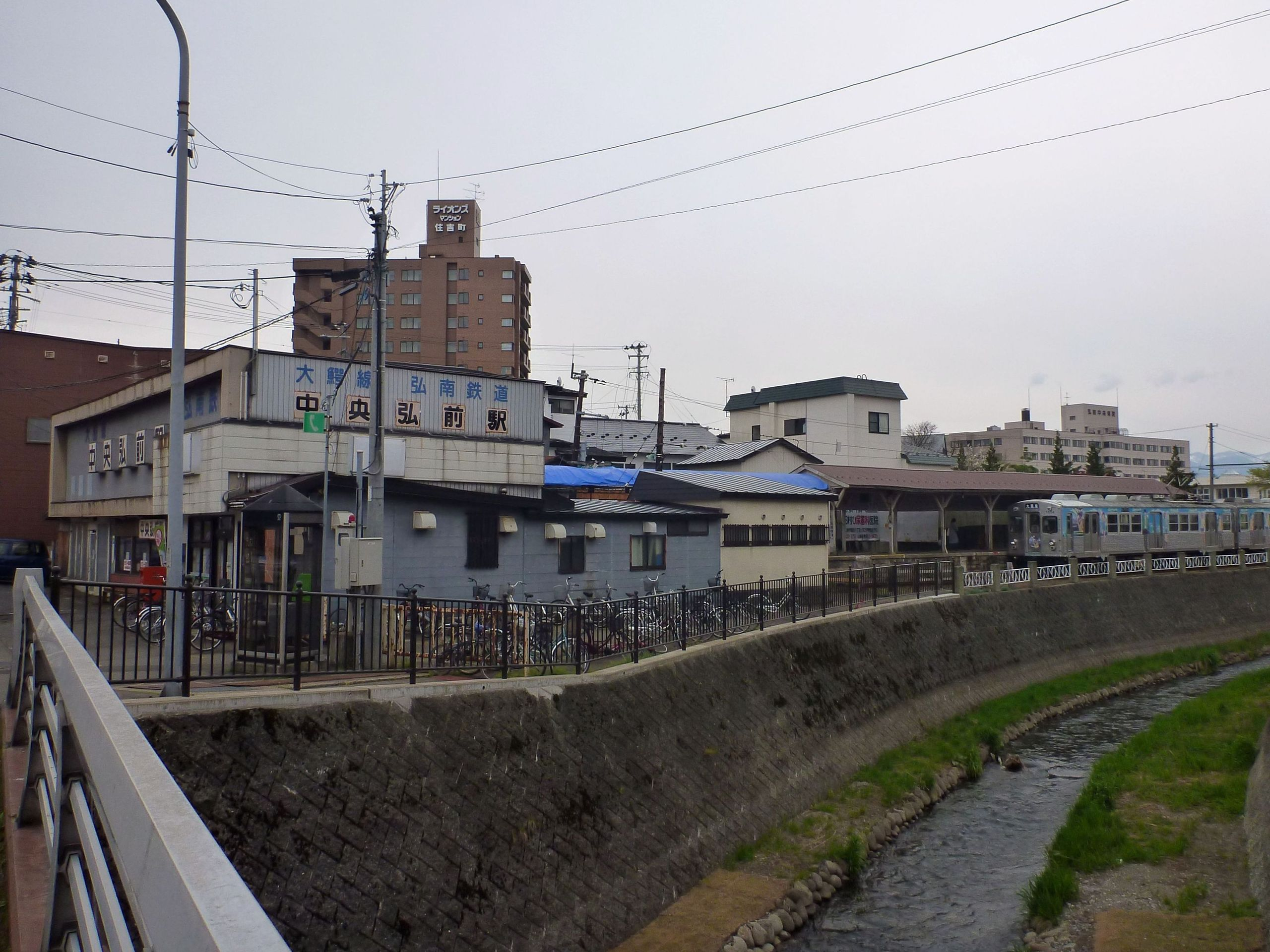
駅全景。土淵川の脇に立地（2016年5月）
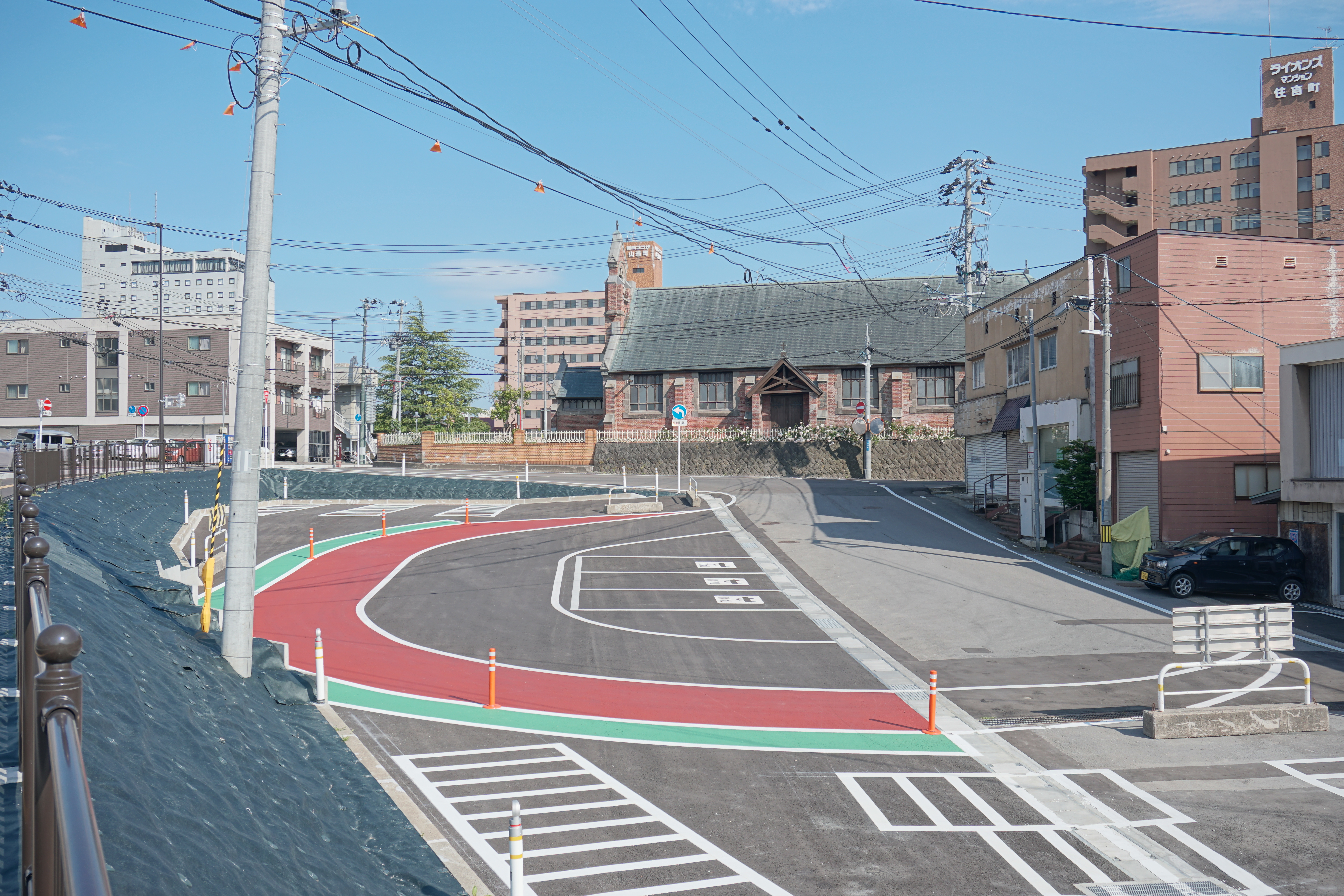
2022年3月に供用開始した駅前広場（2022年6月）

## 利用状況
2017年度の1日平均乗降人員は767人であった。
| 年度   | 一日平均 乗車人員 | 一日平均 乗降人員 |
| ------ | ----------------- | ----------------- |
| 2004年 | 893               | 1,814             |
| 2005年 | 910               | 1,800             |
| 2006年 | 762               | 1,542             |
| 2007年 | 658               | 1,317             |
| 2008年 | 607               | 1,227             |
| 2009年 | 512               | 1,027             |
| 2010年 | 499               | 1,014             |
| 2011年 |                   | 961               |
| 2012年 |                   | 937               |
| 2013年 |                   | 897               |
| 2014年 |                   | 845               |
| 2015年 |                   | 737               |
| 2016年 |                   | 759               |
| 2017年 |                   | 767               |

## 駅周辺
弘南線・JR線の弘前駅とは1.3km程度離れており、徒歩（20分程）か路線バス（弘南バス）などで連絡する。
当駅最寄バス停留所は「蓬莱橋」「中土手町」「中央弘前駅前」。
- 弘前市中心市街地活性化ビジョン区域「文化交流エリア」(鍛冶町地区・吉野町地区)
- 吉野町地区
  - 弘前れんが倉庫美術館（旧・吉井酒造 煉瓦倉庫）
  - 日本聖公会弘前昇天教会教会堂
  - 弘前中央病院
- 鍛冶町地区（中心繁華街）
  - 城東閣(地域文化資源活用空間創出目的施設)
  - 明治屋会館
  - かくみ小路
  - 朝日会館
- 弘前市中心市街地活性化基本計画区域「土手町エリア」(中心商店街)
  - 中土手町商店街
    - 東奥信用金庫 本店
    - 弘前市まちなか情報センター
      - エフエムアップルウェーブ サテライトスタジオ

    - ルネスアリー
    - 弘前中央食品市場（2022年3月31日閉店[7]）
    - 中土手魚菜センター
    - スマイルホテル弘前 （旧・弘前国際ホテル）
    - 弘前パークホテル

  - 蓬莱広場
  - 下土手町商店街
    - 青森みちのく銀行 下土手町支店・大学病院前支店
    - 土手町コミュニティパーク
      - エフエムアップルウェーブ ストリートビュースタジオ

    - ミニストップ 弘前土手町店
- 最勝院五重塔
- 弘前大学医学部 （本町キャンパス）
- 弘前大学医学部附属病院
- 柴田学園大学短期大学部
- 天然温泉 岩木桜の湯 ドーミーイン弘前

## その他
- 「桜の名所・弘前公園に近くホーム向の土淵川からの涼風が心地よい、夏に優しい駅」として、2002年（平成14年）東北の駅百選に選定された。
- 駅窓口に置いている通学定期券申込書には、「東奥義塾高等学校」専用とそれ以外の学校用がある。

## 隣の駅
弘南鉄道
■大鰐線
弘高下駅（KW 02） - 中央弘前駅（KW 01）